# Gerhard Kubik (Musikethnologe)
Gerhard Kubik (* 10. Dezember 1934 in Wien) ist ein österreichischer Musikethnologe und Ethnologe. Er erforscht afrikanische Kulturen und die afrikanische Diaspora in Südamerika.

## Leben
Gerhard Kubik kam 1946 im damaligen Amerikanischen Sektor von Wien mit dem Jazz in Berührung: Er lernte unter anderem die Musik von Glenn Miller, Cab Calloway, Lionel Hampton, George Lewis, Bunk Johnson und Charlie Parker kennen. Nach seiner Matura studierte Kubik an der Universität Wien die Fächer Rechts- und Staatswissenschaft sowie Afrikanistik. 1953 trat er der Wirklichen Jazzband von Walter Terharen bei. Seit 1954 begann Kubik öffentlich mit seiner Jazzband Musici aufzutreten, die 1959 den ersten Preis beim jährlichen Jazzfestival in Wien erhielt (sich aber kurz darauf auflöste); er war weiterhin ebenso wie Oswald Wiener (Trompete), Ernst Steiner (Posaune) und Walter „Padhi“ Frieberger (Waschbrett, Perkussion) in der Wirklichen Jazzband tätig. Kubik unternahm – noch während seines Studiums – von Oktober 1959 bis Oktober 1960 seine erste Afrika-Reise, auf der er insbesondere Amadinda-Schüler von Evaristo Muyinda und mit der Hofmusik der Baganda vertraut wurde. Nach weiteren Forschungsreisen wurde er 1971 in Ethnologie mit der Dissertation Die Institution mukanda und assoziierte Einrichtungen bei den Vambwla/Vankangela und verwandten Ethnien in Südostangola promoviert und 1980 über Theory of African Music habilitiert. 1974 begann er, an der Universität Wien, am Institut für Ethnologie der Universität Mainz und an verschiedenen Universitäten bzw. Instituten Afrikas und Brasiliens zu lehren.
Kubik publiziert seit 1959 insbesondere zu Musik, Tanz, Totemismus, oraler Tradition und zur Erziehung in Afrika und in afrikanisch beeinflussten Kulturen Venezuelas und Brasiliens. Paradigmatisch ist Kubiks Vorgehensweise beim Studium bzw. bei seiner Vermittlung afrikanischer Musikkultur im Westen. Er ist international als Kapazität im Bereich intrakultureller afrikanischer Kulturforschung anerkannt. Außerdem tritt er seit 1973 regelmäßig mit der Donald Kachamba Kwela Band bzw. der Donald Kachamba Heritage Kwela Band als Klarinettist und Gitarrist auf.
Kubik hat zusammen mit dem Musikethnologen Simha Arom den Komponisten György Ligeti und dessen polyrhythmische Denkweise seit den 80er Jahren wesentlich beeinflusst. In den letzten Jahren sammelt er mit einem Team des Zentrums für Oralliteratur in Malawi auch die mündlichen Überlieferungen in südafrikanischen Dörfern.

## Veröffentlichungen (Auswahl)
- Artur Simon (Hrsg.): Musik in Afrika, Beiträge von Kubik, Simon, Alfons M. Dauer u. a., mit zwei Musicassetten, Veröffentlichungen des Museums für Völkerkunde Berlin, Neue Folge 40, Staatliche Museen Preussischer Kulturbesitz, Berlin 1983.
- Tusona – Luchazi Ideographs. A Graphic Tradition practised by a People of West-Central Africa (= Acta Ethnologica et Linguistica. 61 = Acta Ethnologica et Linguistica. Series Africana. 18, ZDB-ID 1029173-8). Stiglmayr, Wien 1987, (2., enlarged edition, als: Tusona – Luchazi Ideographs. A Graphic Tradition of West-Central Africa (= Studien zur Ethnopsychologie und Ethnopsychoanalyse. 6). Lit, Münster u. a. 2006, ISBN 3-8258-7601-2).
- Zum Verstehen afrikanischer Musik. Ausgewählte Aufsätze (= Reclams Universal-Bibliothek. 1251). Reclam, Leipzig 1988, ISBN 3-379-00356-5 (2., aktualisierte und ergänzte Auflage. Lit, Münster u. a. 2004, ISBN 3-8258-7800-7).
- African Guitar. Solo Fingerstyle Guitar Music from Uganda, Congo/Zaïre, Central African Republic, Malawi, Namibia, and Zambia.	Field Recordings 1966–1993 (= Vestapol. 13017). Vestapol, Sparta NJ 1994, ISBN 1-884691-16-1 (Videocassette, 60 Minuten; Booklet).
- Theory of African Music. 2 Bände. 1994–2010;
  - Band 1: (= Intercultural Music Studies. 7). Noetzel, Wilhelmshaven 1994, ISBN 3-7959-0560-5;
  - Band 2: (= Chicago Studies in Ethnomusicology.). University of Chicago Press, Chicago IL u. a. 2010, ISBN 978-0-226-45690-4.
- Africa and the Blues. University Press of Mississippi, Jackson MS 1999, ISBN 1-57806-146-6.
- Totemismus. Ethnopsychologische Forschungsmaterialien und Interpretationen aus Ost- und Zentralafrika, 1962–2002 (= Studien zur Ethnopsychologie und Ethnopsychoanalyse. 2). Lit, Münster 2004 (erschienen 2003), ISBN 3-8258-6023-X.
- Jazz Transatlantic. 2 Bände. University Press of Mississippi, Jackson MS 2017;
  - Band 1: The African Undercurrent in Twentieth-Century Jazz Culture. 2017, ISBN 978-1-62846-230-2;
  - Band 2: Jazz Derivatives and Developments in Twentieth-Century Africa. 2017, ISBN 978-1-4968-0608-6.